# Xã Richland Grove, Quận Mercer, Illinois
Xã Richland Grove (tiếng Anh: Richland Grove Township) là một xã thuộc quận Mercer, tiểu bang Illinois, Hoa Kỳ. Năm 2010, dân số của xã này là 2.300 người.